# Акультурація

Чотири основні форми акультурації: 1- сегрегація, 2- інтеграція, 3- асиміляція, 4- маргіналізація

Акультурація (acculturare — від лат. ad — до і cultura — утворення, розвиток) — процес взаємовпливу культур, сприйняття одним народом повністю чи частково культури іншого народу. Слід розрізняти акультурацію та асиміляцію, за якої відбувається повна втрата одним народом своєї мови та культури за контакту з іншим, більш домінантним. При цьому, без сумніву, акультурація може бути першим кроком на шляху до повної асиміляції.
Термін було запроваджено в тридцяті роки XX століття соціологами та етнографами США у зв’язку з вивченням сучасної їм культури індіанців.

## Історія
Історія західної цивілізації, зокрема історії Європи та Сполучених Штатів, значною мірою визначаються закономірностями.
Одна з найбільш помітних форм аккультурації є імперіалізм, найпоширеніший прогенітор прямих культурних змін. Попри те, що ці культурні зміни можуть здаватися простою, об'єднані результати є як надійними, так і складними, що впливають як на групи, так і окремих людей з оригінальної культури та культури господаря. Антропологи, історики та соціологи вивчали аккультурацію домінування майже виключно, в першу чергу в контексті колоніалізму, внаслідок розширення західноєвропейських народів у всьому світі протягом останніх п'яти століть.
Перша психологічна теорія аудикультурації була запропонована у В.І. Томас та Флоріанському дослідженні 1918 р., Польський селянин у Європі та Америці. Від вивчення польських іммігрантів у Чикаго, вони ілюстрували три форми аккультурації, що відповідають трьом типам особистості: богемна (прийняття господарської культури та відмовившись від своєї культури походження), филистимлян (нездатність прийняти культуру господаря, але збереження їх культури походження), а також Творчий тип (здатний адаптуватися до культури господаря, зберігаючи їх культуру походження).

## Приклади
Приклади акультурації достатньо поширені в сучасному світі, особливо після багаторазового збільшення потоків міграції з одних регіонів у інші.
Наприклад, шлях акультурації проходять багато розділених народів, змушених пристосовуватись до умов культурно-мовного середовища, створеного більшістю, що їх оточує. При цьому не відбувається асиміляції, вони зберігають культурно-мовну автономію.
- Росіяни в Латвії
- Росіяни в Україні
- Іранські азербайджанці
- Вірмени в Росії
- Секеї в Румунії; Угорці в Румунії
- Росіяни в Казахстані
- Росіяни в Киргизії
- Татари в Росії (в російських містах)
- Латиноамериканці в США (особливо в Маямі).
- Південні слов'яни та вірмени в Візантійській імперії

Тривала акультурація, що не завершується асиміляцією з тих чи інших причин, може мати прихований конфліктний потенціал, що виражається в таких проявах як балканізація, сегрегація, дискримінація. З іншого боку, над багатьма народами (особливо діаспорами), що успішно пройшли шлях акультурації, нависає загроза повної асиміляції (греки-фанаріоти в Османській імперії; чвенебури, помаки, хемшили в Туреччині; чанго та росіяни-старообрядці в Румунії, франко-онтарці та франко-манітобці в Канаді).